# 시촌군

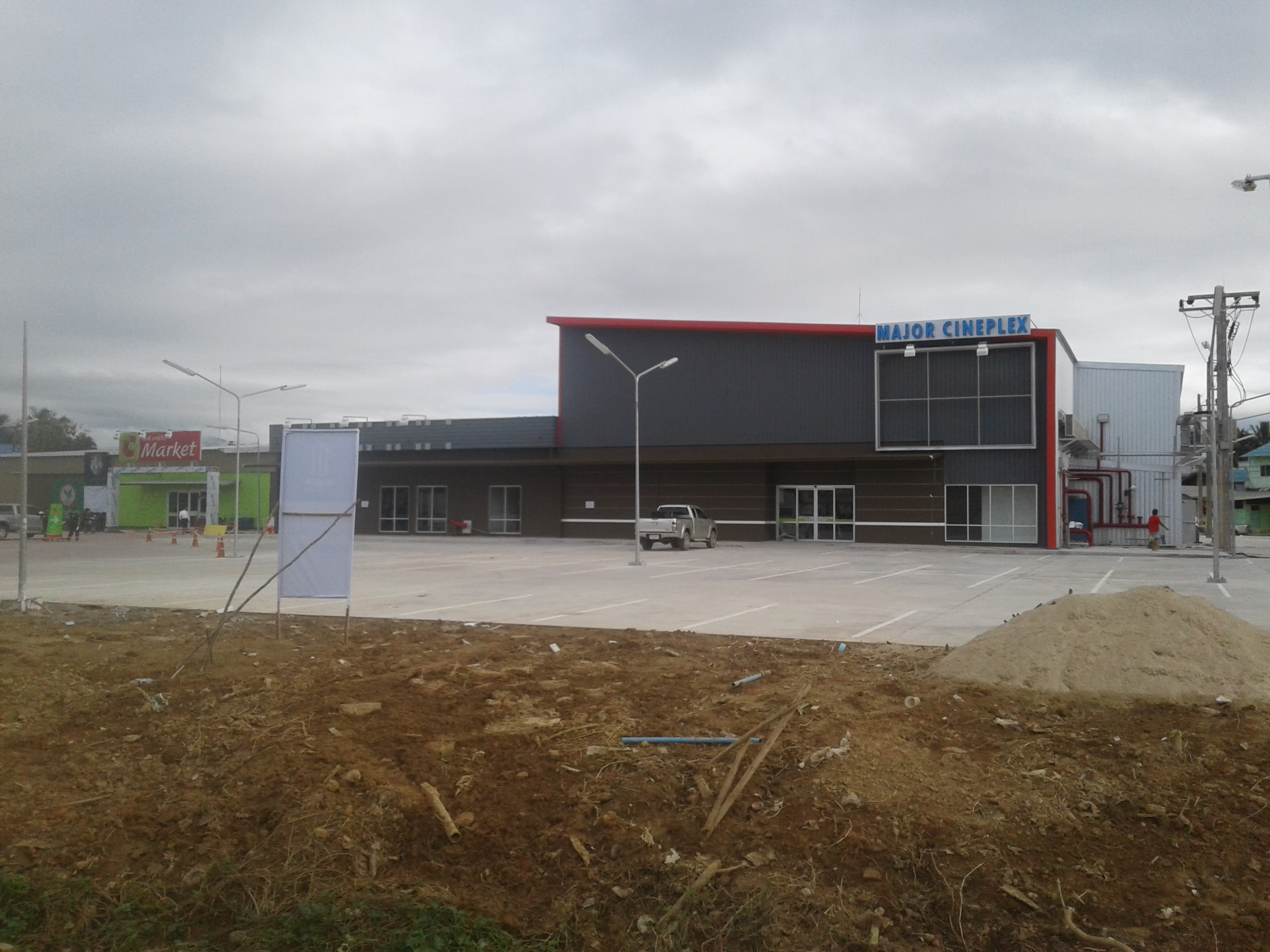

시촌군은 나콘시탐마랏주의 행정 구역이다. 이 지역의 총 인구 수는 2005년 기준으로 83981명이다. 인구 밀도는 119.4km2이다.

## 행정 구역
| 번호 | 지명        | 태국어 지명 | 빌리지 | 인구   |  |
| 1.   | Sichon      | สิชล         | 10     | 14,957 |  |
| 2.   | Thung Prang | ทุ่งปรัง       | 16     | 10,595 |  |
| 3.   | Chalong     | ฉลอง        | 10     | 6,374  |  |
| 4.   | Sao Phao    | เสาเภา      | 16     | 12,049 |  |
| 5.   | Plian       | เปลี่ยน       | 14     | 7,726  |  |
| 6.   | Si Khit     | สี่ขีด         | 12     | 9,109  |  |
| 7.   | Theppharat  | เทพราช      | 13     | 7,524  |  |
| 8.   | Khao Noi    | เขาน้อย      | 7      | 5,195  |  |
| 9.   | Thung Sai   | ทุ่งใส        | 8      | 10,452 |  |

|  | 이 글은 지리에 관한 토막글입니다. 여러분의 지식으로 알차게 문서를 완성해 갑시다. |